# GT World Challenge Europe Sprint Cup 2021
Navigation
Édition précédente Édition suivante
La saison 2021 du GT World Challenge Europe Sprint Cup est la neuvième saison de ce championnat et la deuxième sous ce nom. Elle se déroule du 7 mai 2021 au 26 septembre 2021 sur un total de cinq manches.

## Calendrier
Par rapport à la saison précédente dont le calendrier avait profondément évolué en raison de la pandémie de Covid-19, seule la manche de Barcelone disparait, tandis que Brands Hatch fait son retour et Valence son apparition. Chaque manche comprend deux courses, soit dix courses pour cinq manches.
| N° | Date            | Circuit                               | Lieu             | Pays        |
| -- | --------------- | ------------------------------------- | ---------------- | ----------- |
| 1  | 7-9 mai         | Circuit de Nevers Magny-Cours         | Magny-Cours      | France      |
| 2  | 18-20 juin      | Circuit de Zandvoort                  | Zandvoort        | Pays-Bas    |
| 3  | 2-4 juillet     | Misano World Circuit Marco Simoncelli | Misano Adriatico | Italie      |
| 4  | 28-29 août      | Circuit de Brands Hatch               | Longfield        | Royaume-Uni |
| 5  | 25-26 septembre | Circuit de Valence Ricardo Tormo      | Cheste           | Espagne     |

## Engagés
Cette saison, le nombre de GT3 engagé à l’année est limité à 26, afin de réduire le nombre d'accidents.
| Équipe                                                          | Voiture                      | No. | Pilotes                 | Classe | Manches |
| --------------------------------------------------------------- | ---------------------------- | --- | ----------------------- | ------ | ------- |
| \| \| Mercedes-AMG Team Toksport[2] \| \| Toksport WRT[2] \| \| | Mercedes-AMG GT3 Evo         | 6   | Maro Engel              | P      | Toutes  |
| \| \| Mercedes-AMG Team Toksport[2] \| \| Toksport WRT[2] \| \| | Mercedes-AMG GT3 Evo         | 6   | Luca Stolz              | P      | Toutes  |
| \| \| Mercedes-AMG Team Toksport[2] \| \| Toksport WRT[2] \| \| | Mercedes-AMG GT3 Evo         | 7   | Juuso Puhakka           | S      | Toutes  |
| \| \| Mercedes-AMG Team Toksport[2] \| \| Toksport WRT[2] \| \| | Mercedes-AMG GT3 Evo         | 7   | Óscar Tunjo             | S      | Toutes  |
| RAM Racing                                                      | Mercedes-AMG GT3 Evo         | 8   | Adam Christodoulou      | PA     | 4       |
| RAM Racing                                                      | Mercedes-AMG GT3 Evo         | 8   | Kevin Tse               | PA     | 4       |
| Emil Frey Racing                                                | Lamborghini Huracán GT3 Evo  | 14  | Alex Fontana            | S      | Toutes  |
| Emil Frey Racing                                                | Lamborghini Huracán GT3 Evo  | 14  | Arthur Rougier          | S      | 1       |
| Emil Frey Racing                                                | Lamborghini Huracán GT3 Evo  | 14  | Ricardo Feller          | S      | 2–5     |
| Emil Frey Racing                                                | Lamborghini Huracán GT3 Evo  | 114 | Jack Aitken             | P      | 1–3     |
| Emil Frey Racing                                                | Lamborghini Huracán GT3 Evo  | 114 | Konsta Lappalainen      | P      | 1–3     |
| Emil Frey Racing                                                | Lamborghini Huracán GT3 Evo  | 114 | Konsta Lappalainen      | S      | 4–5     |
| Emil Frey Racing                                                | Lamborghini Huracán GT3 Evo  | 114 | Arthur Rougier          | S      | 4–5     |
| Emil Frey Racing                                                | Lamborghini Huracán GT3 Evo  | 163 | Albert Costa            | P      | Toutes  |
| Emil Frey Racing                                                | Lamborghini Huracán GT3 Evo  | 163 | Ricardo Feller          | P      | 1       |
| Emil Frey Racing                                                | Lamborghini Huracán GT3 Evo  | 163 | Norbert Siedler         | P      | 2–5     |
| SPS Automotive Performance                                      | Mercedes-AMG GT3 Evo         | 20  | Valentin Pierburg       | PA     | Toutes  |
| SPS Automotive Performance                                      | Mercedes-AMG GT3 Evo         | 20  | Dominik Baumann         | PA     | Toutes  |
| SPS Automotive Performance                                      | Mercedes-AMG GT3 Evo         | 40  | Jordan Love             | S      | 3       |
| SPS Automotive Performance                                      | Mercedes-AMG GT3 Evo         | 40  | Lance David Arnold      | S      | 3       |
| Saintéloc Racing                                                | Audi R8 LMS Evo              | 25  | Léo Roussel             | P      | Toutes  |
| Saintéloc Racing                                                | Audi R8 LMS Evo              | 25  | Christopher Haase       | P      | Toutes  |
| Saintéloc Racing                                                | Audi R8 LMS Evo              | 26  | Aurélien Panis          | P      | Toutes  |
| Saintéloc Racing                                                | Audi R8 LMS Evo              | 26  | Frédéric Vervisch       | P      | Toutes  |
| Saintéloc Racing                                                | Audi R8 LMS Evo              | 27  | Finlay Hutchison        | P      | 3       |
| Saintéloc Racing                                                | Audi R8 LMS Evo              | 27  | Markus Winkelhock       | P      | 3       |
| ROFGO Racing with Team WRT                                      | Audi R8 LMS Evo              | 30  | Benjamin Goethe         | P      | Toutes  |
| ROFGO Racing with Team WRT                                      | Audi R8 LMS Evo              | 30  | Kelvin van der Linde    | P      | 1, 3    |
| ROFGO Racing with Team WRT                                      | Audi R8 LMS Evo              | 30  | Markus Winkelhock       | P      | 2       |
| ROFGO Racing with Team WRT                                      | Audi R8 LMS Evo              | 30  | Christopher Mies        | P      | 4       |
| ROFGO Racing with Team WRT                                      | Audi R8 LMS Evo              | 30  | Robin Frijns            | P      | 5       |
| Belgian Audi Club Team WRT                                      | Audi R8 LMS Evo              | 31  | Frank Bird              | S      | Toutes  |
| Belgian Audi Club Team WRT                                      | Audi R8 LMS Evo              | 31  | Ryuichiro Tomita        | S      | Toutes  |
| Belgian Audi Club Team WRT                                      | Audi R8 LMS Evo              | 32  | Charles Weerts          | P      | Toutes  |
| Belgian Audi Club Team WRT                                      | Audi R8 LMS Evo              | 32  | Dries Vanthoor          | P      | Toutes  |
| Rinaldi Racing                                                  | Ferrari 488 GT3 Evo 2020     | 33  | Benjamin Hites          | S      | 1–4     |
| Rinaldi Racing                                                  | Ferrari 488 GT3 Evo 2020     | 33  | Patrick Kujala          | S      | 1, 3–4  |
| Rinaldi Racing                                                  | Ferrari 488 GT3 Evo 2020     | 33  | David Perel             | S      | 2       |
| Jota Sport                                                      | McLaren 720S GT3             | 38  | Oliver Wilkinson        | P      | 1, 3–5  |
| Jota Sport                                                      | McLaren 720S GT3             | 38  | Ben Barnicoat           | P      | 1, 3–5  |
| AF Corse                                                        | Ferrari 488 GT3 Evo 2020     | 52  | Louis Machiels          | PA     | Toutes  |
| AF Corse                                                        | Ferrari 488 GT3 Evo 2020     | 52  | Andrea Bertolini        | PA     | Toutes  |
| Dinamic Motorsport                                              | Porsche 911 GT3 R            | 54  | Adrien de Leener        | P      | 1–3, 5  |
| Dinamic Motorsport                                              | Porsche 911 GT3 R            | 54  | Christian Engelhart     | P      | 1–3, 5  |
| Attempto Racing                                                 | Audi R8 LMS Evo              | 55  | Alex Aka                | S      | 2       |
| Attempto Racing                                                 | Audi R8 LMS Evo              | 55  | Dennis Marschall        | S      | 2       |
| Attempto Racing                                                 | Audi R8 LMS Evo              | 66  | Alex Aka                | P      | 1       |
| Attempto Racing                                                 | Audi R8 LMS Evo              | 66  | Christopher Mies        | P      | 1–3     |
| Attempto Racing                                                 | Audi R8 LMS Evo              | 66  | Jusuf Owega             | P      | 2       |
| Attempto Racing                                                 | Audi R8 LMS Evo              | 66  | Fabien Lavergne         | P      | 3       |
| Attempto Racing                                                 | Audi R8 LMS Evo              | 66  | Mattia Drudi            | P      | 4–5     |
| Attempto Racing                                                 | Audi R8 LMS Evo              | 66  | Max Hofer               | P      | 4       |
| Attempto Racing                                                 | Audi R8 LMS Evo              | 66  | Kikko Galbiati          | P      | 5       |
| Attempto Racing                                                 | Audi R8 LMS Evo              | 99  | Tommasco Mosca          | P      | 1–2     |
| Attempto Racing                                                 | Audi R8 LMS Evo              | 99  | Mattia Drudi            | P      | 1–2     |
| Attempto Racing                                                 | Audi R8 LMS Evo              | 99  | Alex Aka                | S      | 3–5     |
| Attempto Racing                                                 | Audi R8 LMS Evo              | 99  | Dennis Marschall        | S      | 3–5     |
| Barwell Motorsport                                              | Lamborghini Huracán GT3 Evo  | 77  | Henrique Chaves         | PA     | Toutes  |
| Barwell Motorsport                                              | Lamborghini Huracán GT3 Evo  | 77  | Miguel Ramos            | PA     | Toutes  |
| AKKA ASP Team                                                   | Mercedes-AMG GT3 Evo         | 87  | Konstantin Tereshchenko | S      | Toutes  |
| AKKA ASP Team                                                   | Mercedes-AMG GT3 Evo         | 87  | Jim Pla                 | S      | Toutes  |
| AKKA ASP Team                                                   | Mercedes-AMG GT3 Evo         | 88  | Timur Boguslavskiy      | P      | Toutes  |
| AKKA ASP Team                                                   | Mercedes-AMG GT3 Evo         | 88  | Raffaele Marciello      | P      | Toutes  |
| AKKA ASP Team                                                   | Mercedes-AMG GT3 Evo         | 89  | Petru Umbrarescu        | P      | Toutes  |
| AKKA ASP Team                                                   | Mercedes-AMG GT3 Evo         | 89  | Jules Gounon            | P      | Toutes  |
| Madpanda Motorsport                                             | Mercedes-AMG GT3 Evo         | 90  | Ezequiel Pérez Companc  | S      | Toutes  |
| Madpanda Motorsport                                             | Mercedes-AMG GT3 Evo         | 90  | Rik Breukers            | S      | Toutes  |
| Sky - Tempesta Racing                                           | Ferrari 488 GT3 Evo 2020     | 93  | Christopher Froggatt    | S      | Toutes  |
| Sky - Tempesta Racing                                           | Ferrari 488 GT3 Evo 2020     | 93  | Giorgio Roda            | S      | 1–4     |
| Sky - Tempesta Racing                                           | Ferrari 488 GT3 Evo 2020     | 93  | Eddie Cheever           | S      | 5       |
| CMR                                                             | Bentley Continental GT3      | 107 | Ulysse de Pauw          | S      | Toutes  |
| CMR                                                             | Bentley Continental GT3      | 107 | Pierre-Alexandre Jean   | S      | Toutes  |
| CMR                                                             | Bentley Continental GT3      | 108 | Stéphane Richelmi       | P      | Toutes  |
| CMR                                                             | Bentley Continental GT3      | 108 | Benjamin Lessennes      | P      | 1       |
| CMR                                                             | Bentley Continental GT3      | 108 | Nelson Panciatici       | P      | 2–5     |
| Garage 59                                                       | Aston Martin Vantage AMR GT3 | 159 | Tuomas Tujula           | S      | Toutes  |
| Garage 59                                                       | Aston Martin Vantage AMR GT3 | 159 | Nicolai Kjærgaard       | S      | Toutes  |
| Garage 59                                                       | Aston Martin Vantage AMR GT3 | 188 | Alexander West          | PA     | Toutes  |
| Garage 59                                                       | Aston Martin Vantage AMR GT3 | 188 | Jonathan Adam           | PA     | Toutes  |
| Allied-Racing                                                   | Porsche 911 GT3 R            | 222 | Julien Apothéloz        | P      | 3–5     |
| Allied-Racing                                                   | Porsche 911 GT3 R            | 222 | Klaus Bachler           | P      | 3–5     |
| Drapeau de l'Allemagne                                          | Mercedes-AMG Team Toksport   |     |                         |        |         |
| Drapeau de l'Allemagne                                          | Toksport WRT                 |     |                         |        |         |

| Drapeau de l'Allemagne | Mercedes-AMG Team Toksport |
| Drapeau de l'Allemagne | Toksport WRT               |

| Icône | Classe     |
| ----- | ---------- |
| P     | Pro Cup    |
| S     | Silver Cup |
| PA    | Pro-Am Cup |

## Résultats de la saison 2021
En gras le vainqueur de la course. 
| Manche | Manche | Circuit      | Pole Position                         | Vainqueurs Pro                        | Vainqueurs Silver               | Vainqueurs Pro-Am                 |
| ------ | ------ | ------------ | ------------------------------------- | ------------------------------------- | ------------------------------- | --------------------------------- |
| 1      | C1     | Magny-Cours  | No. 32 Team WRT                       | No. 32 Team WRT                       | No. 14 Emil Frey Racing         | No. 52 AF Corse                   |
| 1      | C1     | Magny-Cours  | Dries Vanthoor Charles Weerts         | Dries Vanthoor Charles Weerts         | Alex Fontana Arthur Rougier     | Andrea Bertolini Louis Machiels   |
| 1      | C2     | Magny-Cours  | No. 6 Toksport WRT                    | No. 6 Toksport WRT                    | No. 87 AKKA ASP                 | No. 77 Barwell Motorsport         |
| 1      | C2     | Magny-Cours  | Maro Engel Luca Stolz                 | Maro Engel Luca Stolz                 | Konstantin Tereshchenko Jim Pla | Henrique Chaves Miguel Ramos      |
| 2      | C1     | Zandvoort    | No. 14 Emil Frey Racing               | No. 88 AKKA ASP                       | No. 14 Emil Frey Racing         | No. 77 Barwell Motorsport         |
| 2      | C1     | Zandvoort    | Ricardo Feller Alex Fontana           | Timur Boguslavskiy Raffaele Marciello | Ricardo Feller Alex Fontana     | Henrique Chaves Miguel Ramos      |
| 2      | C2     | Zandvoort    | No. 88 AKKA ASP                       | No. 163 Emil Frey Racing              | No. 14 Emil Frey Racing         | No. 20 SPS Automotive Performance |
| 2      | C2     | Zandvoort    | Timur Boguslavskiy Raffaele Marciello | Albert Costa Norbert Siedler          | Ricardo Feller Alex Fontana     | Valentin Pierburg Dominik Baumann |
| 3      | C1     | Misano       | No. 32 Team WRT                       | No. 32 Team WRT                       | No. 87 AKKA ASP                 | No. 77 Barwell Motorsport         |
| 3      | C1     | Misano       | Dries Vanthoor Charles Weerts         | Dries Vanthoor Charles Weerts         | Konstantin Tereshchenko Jim Pla | Henrique Chaves Miguel Ramos      |
| 3      | C2     | Misano       | No. 188 Garage 59                     | No. 32 Team WRT                       | No. 31 Team WRT                 | No. 188 Garage 59                 |
| 3      | C2     | Misano       | Alexander West Jonathan Adam          | Dries Vanthoor Charles Weerts         | Frank Bird Ryuichiro Tomita     | Alexander West Jonathan Adam      |
| 4      | C1     | Brands Hatch | No. 88 AKKA ASP                       | No. 32 Team WRT                       | No. 31 Team WRT                 | No. 77 Barwell Motorsport         |
| 4      | C1     | Brands Hatch | Timur Boguslavskiy Raffaele Marciello | Dries Vanthoor Charles Weerts         | Frank Bird Ryuichiro Tomita     | Henrique Chaves Miguel Ramos      |
| 4      | C2     | Brands Hatch | No. 88 AKKA ASP                       | No. 6 Toksport WRT                    | No. 7 Toksport WRT              | No. 77 Barwell Motorsport         |
| 4      | C2     | Brands Hatch | Timur Boguslavskiy Raffaele Marciello | Maro Engel Luca Stolz                 | Juuso Puhakka Óscar Tunjo       | Henrique Chaves Miguel Ramos      |
| 5      | C1     | Valence      | No. 38 Jota Sport                     | No. 6 Toksport WRT                    | No. 99 Attempto Racing          | No. 52 AF Corse                   |
| 5      | C1     | Valence      | Ben Barnicoat Oliver Wilkinson        | Maro Engel Luca Stolz                 | Alex Aka Dennis Marschall       | Andrea Bertolini Louis Machiels   |
| 5      | C2     | Valence      | No. 6 Toksport WRT                    | No. 6 Toksport WRT                    | No. 87 AKKA ASP                 | No. 20 SPS Automotive Performance |
| 5      | C2     | Valence      | Maro Engel Luca Stolz                 | Maro Engel Luca Stolz                 | Konstantin Tereshchenko Jim Pla | Valentin Pierburg Dominik Baumann |

## Classements saison 2021
Attribution des points
Le système de points de la saison 2018 est reconduit. Il se fonde sur le maximum de points qu'un engagé pouvait gagner dans l'ancien format selon le calcul "Course qualificative + Course" divisé par deux. Par exemple, pour la première place, on obtient {\displaystyle {\frac {8+25}{2}}}={\displaystyle 16.5}.
Les points sont attribués pour les dix premiers de chaque course. Également, un point est donné à l'auteur de la pole position. Pour obtenir ces points, il faut que la voiture ait complétée 75 % de la distance parcourue par la voiture gagnante. Enfin, il faut que chacun des deux pilotes d'un équipage participe durant au minimum 25 minutes.
| Position | 1er  | 2e | 3e  | 4e  | 5e | 6e  | 7e | 8e | 9e | 10e | Pole |
| Points   | 16.5 | 12 | 9.5 | 7.5 | 6  | 4.5 | 3  | 2  | 1  | 0.5 | 1    |

### Championnat des pilotes

#### Général
| Pos.              | Pilote                                | Équipe                                     | MAG  | MAG  | ZAN   | ZAN  | MIS  | MIS  | BRH | BRH  | VAL  | VAL  | Points |
| ----------------- | ------------------------------------- | ------------------------------------------ | ---- | ---- | ----- | ---- | ---- | ---- | --- | ---- | ---- | ---- | ------ |
| 1                 | Dries Vanthoor Charles Weerts         | Belgian Audi Club Team WRT                 | 1PF  | 2    | 8     | 3    | 1P   | 1F   | 1   | 2    | 16   | Abd. | 103.5  |
| 2                 | Maro Engel Luca Stolz                 | Toksport WRT                               | 25   | 1PF  | 7     | Abd. | 2    | 24   | 2   | 1F   | 1    | 1P   | 95     |
| 3                 | Timur Boguslavskiy Raffaele Marciello | AKKA ASP Team                              | 5    | 3    | 2     | 25P  | 5    | 2    | 17F | 6P   | 3F   | 18   | 61.5   |
| 4                 | Ricardo Feller                        | Emil Frey Racing                           | 2    | 26   | 1P    | 2F   | 8    | 11   | 11  | 8    | 17   | 12   | 45.5   |
| 5                 | Alex Fontana                          | Emil Frey Racing                           | 3    | 8    | 1P    | 2F   | 8    | 11   | 11  | 8    | 17   | 12   | 45     |
| 6                 | Albert Costa                          | Emil Frey Racing                           | 2    | 26   | Abd.F | 1    | 9    | 12   | 16  | 15   | 6    | 3    | 43.5   |
| 7                 | Petru Umbrarescu Jules Gounon         | AKKA ASP Team                              | 10   | 24   | 13    | 6    | 12   | 7    | 12  | 3    | 5    | 2    | 35.5   |
| 8                 | Frank Bird Ryuichiro Tomita           | Belgian Audi Club Team WRT                 | 24   | 11   | 4     | 7    | 26   | 4    | 3   | 5    | 14   | 16   | 33.5   |
| 9                 | Norbert Siedler                       | Emil Frey Racing                           |      |      | Abd.F | 1    | 9    | 12   | 16  | 15   | 6    | 3    | 31.5   |
| 10                | Juuso Puhakka Óscar Tunjo             | Toksport WRT                               | 7    | 23   | 5     | 10   | 10   | 9    | 6   | 4    | Abd. | 8    | 25     |
| 11                | Christopher Haase Léo Roussel         | Saintéloc Racing                           | Abd. | 10   | 11    | 16   | 3    | Abd. | 10  | 10   | 2    | 10   | 23.5   |
| 12                | Konstantin Tereshchenko Jim Pla       | AKKA ASP Team                              | 17   | 5    | 6     | 19   | 6    | Abd. | 11  | 7    | 10   | 6    | 23     |
| 13                | Ulysse de Pauw Pierre-Alexandre Jean  | CMR                                        | 9    | 7    | 3     | 5    | Abd. | 16   | 7   | 12   | Abd. | 15   | 22.5   |
| 14                | Aurélien Panis                        | Saintéloc Racing                           | 26   | 6    | 9     | 15   | 4    | 10   | 5   | 11   | 13   | 9    | 20.5   |
| 15                | Konsta Lappalainen                    | Emil Frey Racing                           | 12   | 9    | 15    | 4    | 7F   | 5    | 8   | 20   | 9    | Abd. | 20.5   |
| 16                | Frédéric Vervisch                     | Saintéloc Racing                           | 26   | 6    | 9     | 15   | 4    | 10   | 5   | 11   |      |      | 19.5   |
| 17                | Oliver Wilkinson Ben Barnicoat        | Jota Sport                                 | 13   | 4    |       |      | 22   | 8    | 28P | Np.  | 22†P | 4F   | 19     |
| 18                | Ezequiel Pérez Companc Rik Breukers   | Madpanda Motorsport                        | 4    | 13   | Abd.  | 9    | 14   | 14   | 4   | 16   | Abd. | 7    | 19     |
| 19                | Jack Aitken                           | Emil Frey Racing                           | 12   | 9    | 15    | 4    | 7F   | 5    |     |      |      |      | 17.5   |
| 20                | Arthur Rougier                        | Emil Frey Racing                           | 3    | 8    |       |      |      |      | 8   | 20   | 9    | Abd. | 14.5   |
| 21                | Benjamin Goethe                       | ROFGO Racing with Team WRT                 | 11   | Abd. | 16    | 18   | 23   | 3    | 18  | 9    | 18   | 13   | 10.5   |
| 22                | Kelvin van der Linde                  | ROFGO Racing with Team WRT                 | 11   | Abd. |       |      | 23   | 3    |     |      |      |      | 9.5    |
| 23                | Benjamin Hites                        | Rinaldi Racing                             | 8    | 22   | Abd.  | 8    | 11   | 6    | 9   | 18   |      |      | 9.5    |
| 24                | Alex Aka                              | Attempto Racing                            | 19   | 18   | 17    | 12   | 13   | Abd. | 13  | 13   | 4    | 24†  | 7.5    |
| 24                | Dennis Marschall                      | Attempto Racing                            |      |      | 17    | 12   | 13   | Abd. | 13  | 13   | 4    | 24†  | 7.5    |
| 25                | Patrick Kujala                        | Rinaldi Racing                             | 8    | 22   |       |      | 11   | 6    | 9   | 18   |      |      | 7.5    |
| 26                | Mattia Drudi                          | Attempto Racing                            | 6    | 12   | 14    | 17   |      |      | 15  | 14   | 8    | 11   | 6.5    |
| 27                | Christian Engelhart Adrien de Leener  | Dinamic Motorsport                         | 16   | 20   | 12    | 24   | Abd. | Np.  |     |      | 12   | 5    | 6      |
| 28                | Tommasco Mosca                        | Attempto Racing                            | 6    | 12   | 14    | 17   |      |      |     |      |      |      | 4.5    |
| 29                | Stéphane Richelmi                     | CMR                                        | 14   | 15   | 20    | 14   | 17   | 20   | 20  | 23   | 7    | Abd. | 3      |
| 29                | Nelson Panciatici                     | CMR                                        |      |      | 20    | 14   | 17   | 20   | 20  | 23   | 7    | Abd. | 3      |
| 30                | Kikko Galbiati                        | Attempto Racing                            |      |      |       |      |      |      |     |      | 8    | 11   | 2      |
| 30                | David Perel                           | Rinaldi Racing                             |      |      | Abd.  | 8    |      |      |     |      |      |      | 2      |
| 31                | Christopher Mies                      | Attempto Racing ROFGO Racing with Team WRT | 19   | 18   | 10    | 11   | Abd. | 17   | 18  | 9    |      |      | 1.5    |
| 32                | Jonathan Adam Alexander West          | Garage 59                                  | 22   | 21   | 23    | 21   | 21   | 18P  | 23  | 24   | Abd. | 20   | 1      |
| 34                | Jusuf Owega                           | Attempto Racing                            |      |      | 10    | 11   |      |      |     |      |      |      | 0.5    |
|                   | Fabien Lavergne                       | Attempto Racing                            |      |      |       |      | Abd. | 17   |     |      |      |      | 0      |
|                   | Nicolai Kjærgaard Tuomas Tujula       | Garage 59                                  | 15   | 25   | 24    | 13   | Abd. | 13   | 24  | 19   | Abd. | 19   | 0      |
|                   | Benjamin Lessennes                    | CMR                                        | 14   | 15   |       |      |      |      |     |      |      |      | 0      |
|                   | Chris Froggatt                        | Sky - Tempesta Racing                      | 20   | 14   | 19    | 23   | 19   | 22   | 26  | 22   | 15   | 17   | 0      |
| Giorgio Roda      | 20                                    | Sky - Tempesta Racing                      | 14   | 19   | 23    | 19   | 22   | 26   | 22  |      |      |      | 0      |
| Eddie Cheever III |                                       | Sky - Tempesta Racing                      |      |      |       |      |      |      |     | 15   | 17   |      | 0      |
|                   | Henrique Chaves Miguel Ramos          | Barwell Motorsport                         | 23   | 16   | 18    | DNS  | 18   | 23   | 21  | 21   | 20   | 22   | 0      |
|                   | Markus Winkelhock                     | ROFGO Racing with Team WRT                 |      |      | 16    | 18   |      |      |     |      |      |      | 0      |
| Saintéloc Racing  | Markus Winkelhock                     |                                            |      |      |       | 15   | 15   |      |     |      |      |      | 0      |
|                   | Finlay Hutchison                      | Saintéloc Racing                           |      |      |       |      | 15   | 15   |     |      |      |      | 0      |
|                   | Valentin Pierburg Dominik Baumann     | SPS Automotive Performance                 | 21   | 17   | 22    | 20   | 24   | 19   | 25  | 25   | 21   | 14   | 0      |
|                   | Andrea Bertolini Louis Machiels       | AF Corse                                   | 18   | 19   | 21    | 22   | 25   | 25   | 22  | 26   | 19   | 23   | 0      |
|                   | Jordan Love Lance David Arnold        | SPS Automotive Performance                 |      |      |       |      | 16   | 21   |     |      |      |      | 0      |
|                   | Julien Apothéloz Klaus Bachler        | Allied-Racing                              |      |      |       |      | 20   | 26   | 19  | 17   | 11   | 21   | 0      |
|                   | Max Hofer                             | Attempto Racing                            |      |      |       |      |      |      | 15  | 14   |      |      | 0      |
|                   | Adam Christodoulou Kevin Tse          | Ram Racing                                 |      |      |       |      |      |      | 27  | Abd. |      |      | 0      |
| Pos.              | Pilote                                | Équipe                                     | MAG  | MAG  | ZAN   | ZAN  | MIS  | MIS  | BRH | BRH  | VAL  | VAL  | Points |

| Couleur  | Résultat                       |
| -------- | ------------------------------ |
| Or       | Vainqueur                      |
| Argent   | 2e place                       |
| Bronze   | 3e place                       |
| Vert     | Classé dans les points         |
| Bleu     | Classé hors des points         |
| Bleu     | Non classé (Nc.)               |
| Violet   | Abandon (Abd.)                 |
| Rouge    | Non qualifié (Nq.)             |
| Rouge    | Non pré-qualifié (Npq.)        |
| Noir     | Disqualifié (Dsq.)             |
| Blanc    | Non partant (Np.)              |
| Blanc    | Forfait (Forf.)                |
| Blanc    | Course annulée (A)             |
| Neutre   | Non présent                    |
| Neutre   | Exclu (Ex.)                    |
| Gras     | Pole position                  |
| Italique | Meilleur tour en course        |
| †        | Classé sans terminer la course |
| 1 2 3 …  | Classement dans la catégorie   |

#### Silver Cup
| Pos. | Pilote                               | Équipe                     | MAG | MAG | ZAN  | ZAN | MIS   | MIS  | BRH | BRH | VAL   | VAL  | Points |
| ---- | ------------------------------------ | -------------------------- | --- | --- | ---- | --- | ----- | ---- | --- | --- | ----- | ---- | ------ |
| 1    | Alex Fontana                         | Emil Frey Racing           | 3PF | 8PF | 1P   | 2F  | 8F    | 11F  | 14P | 8   | 17F   | 12F  | 103    |
| 2    | Frank Bird Ryuichiro Tomita          | Belgian Audi Club Team WRT | 24  | 11  | 4    | 7   | 26    | 4    | 3   | 5   | 14    | 16   | 85.5   |
| 3    | Jim Pla Konstantin Tereshchenko      | AKKA ASP Team              | 17  | 5   | 6    | 19  | 6     | Abd. | 11F | 7F  | 10    | 6P   | 82.5   |
| 4    | Juuso Puhakka Óscar Tunjo            | Toksport WRT               | 7   | 23  | 5    | 10  | 10    | 9    | 6   | 4P  | Abd.P | 8    | 80     |
| 5    | Ricardo Feller                       | Emil Frey Racing           |     |     | 1P   | 2F  | 8F    | 11F  | 14P | 8   | 17F   | 12F  | 75     |
| 6    | Ulysse de Pauw Pierre-Alexandre Jean | CMR                        | 9   | 7   | 3F   | 5P  | Abd.P | 16   | 7   | 12  | Abd.  | 15   | 66.5   |
| 7    | Rik Breukers Ezequiel Pérez Companc  | Madpanda Motorsport        | 4   | 13  | Abd. | 9   | 14    | 14   | 4   | 16  | Abd.  | 7    | 60     |
| 8    | Arthur Rougier                       | Emil Frey Racing           | 3PF | 8PF |      |     |       |      | 8   | 20  | 9     | Abd. | 46.5   |
| 9    | Benjamin Hites                       | Rinaldi Racing             | 8   | 22  | Abd. | 8   | 11    | 6P   | 9   | 18  |       |      | 45     |
| 10   | Patrick Kujala                       | Rinaldi Racing             | 8   | 22  |      |     | 11    | 6P   | 9   | 18  |       |      | 37.5   |
| 11   | Alex Aka Dennis Marschall            | Attempto Racing            |     |     | 17   | 12  | 13    | Abd. | 13  | 13  | 4     | 24†  | 37.5   |
| 12   | Chris Froggatt                       | Sky - Tempesta Racing      | 20  | 14  | 19   | 23  | 19    | 22   | 26  | 22  | 15    | 17   | 22     |
| 13   | Nicolai Kjærgaard Tuomas Tujula      | Garage 59                  | 15  | 25  | 24   | 13  | Abd.  | 13   | 24  | 19  | Abd.  | 19   | 19     |
| 14   | Konsta Lappalainen                   | Emil Frey Racing           |     |     |      |     |       |      | 8   | 20  | 9     | Abd. | 18.5   |
| 15   | Giorgio Roda                         | Sky - Tempesta Racing      | 20  | 14  | 19   | 23  | 19    | 22   | 26  | 22  |       |      | 13     |
| 16   | Eddie Cheever III                    | Sky - Tempesta Racing      |     |     |      |     |       |      |     |     | 15    | 17   | 9      |
| 17   | David Perel                          | Rinaldi Racing             |     |     | Abd. | 8   |       |      |     |     |       |      | 7.5    |
| 18   | Jordan Love Lance David Arnold       | SPS Automotive Performance |     |     |      |     | 16    | 21   |     |     |       |      | 5      |
| Pos. | Pilote                               | Équipe                     | MAG | MAG | ZAN  | ZAN | MIS   | MIS  | BRH | BRH | VAL   | VAL  | Points |

#### Pro-Am Cup
| Pos. | Pilote                            | Équipe                     | MAG | MAG | ZAN  | ZAN  | MIS | MIS  | BRH  | BRH  | VAL  | VAL  | Points |
| ---- | --------------------------------- | -------------------------- | --- | --- | ---- | ---- | --- | ---- | ---- | ---- | ---- | ---- | ------ |
| 1    | Henrique Chaves Miguel Ramos      | Barwell Motorsport         | 23F | 16  | 18PF | Np.P | 18  | 23   | 21PF | 21P  | 20F  | 22   | 125    |
| 2    | Dominik Baumann Valentin Pierburg | SPS Automotive Performance | 21  | 17  | 22   | 20   | 24F | 19   | 25   | 25F  | 21P  | 14PF | 116.5  |
| 3    | Andrea Bertolini Louis Machiels   | AF Corse                   | 18  | 19F | 21   | 22   | 25P | 25   | 22   | 26   | 19   | 23   | 107    |
| 4    | Jonathan Adam Alexander West      | Garage 59                  | 22P | 21P | 23   | 21F  | 21  | 18PF | 23   | 24   | Abd. | 20   | 101.5  |
| 5    | Adam Christodoulou Kevin Tse      | Ram Racing                 |     |     |      |      |     |      | 27   | Abd. |      |      | 6      |
| Pos. | Pilote                            | Équipe                     | MAG | MAG | ZAN  | ZAN  | MIS | MIS  | BRH  | BRH  | VAL  | VAL  | Points |